# Nuestro Amor
Nuestro Amor drugi je album pop sastava RBD. 
Album je objavljen 22. rujna 2005. godine u Meksiku, gdje je prodan u preko 127 000 primjeraka u prvih 7 sati nakon objavljivanja, a u 160 000 primjeraka u prvom tjednu i tako je odmah u prvom tjednu prodan u dovoljno primjeraka za platinastu certifikaciju. Nakon što je pao na 15. mjesto na meksičkoj ljestvici, vratio se na peto mjesto 19. ožujka 2005. godine zbog objavljenog izdanja Diamond Edition 2. ožujka. Diamond Edition (dijamantsko izdanje) sadržilo je originalnih 14 pjesama i dodatni CD s wallpaperima, spotovima, screensaverima i dvije nove pjesme.
U SAD-u, album je objavljen 4. listopada 2005. godine i dospio na 88. mjesto ljestvice Billboard 200. Proveo je 3 tjedna za redom na prvom mjestu ljestvice Billboard Latin Albums Chart. Objavljen je u Španjolskoj 30. listopada 2006. godine i dobio duplu platinastu certifikaciju. Album je nominiran za nagradu Latin Grammy 2006. godine.

## Popis pjesama
1. "Nuestro amor (Naša ljubav)" — 3:34
2. "Me Voy (Odlazim)" — 3:25
3. "Feliz Cumpleaños (Sretan rođendan)" — 2:58
4. "Este corazón (Ovo srce)" — 3:30
5. "Así Soy Yo (Takva sam ja)"— 3:08
6. "Aún hay algo (Još ima nešto)" — 3:33
7. "A Tu Lado (Kraj tebe)" — 3:47
8. "Fuera (Van)" — 3:37
9. "Qué Fue del Amor (Što se dogodilo s ljubavi)" — 3:44
10. "Qué Hay Detrás (Što ima iza)" — 3:17
11. "Tras de mí (Iza mene)" — 3:11
12. "Sólo Para Ti (Samo za tebe)" — 3:41
13. "Una Canción (Jedna pjesma)" — 3:43
14. "Liso, Sensual (Ravna,senzualna)" - 3:12

## Zanimljivosti
- Nuestro Amor je uspio odvojiti telenovelu Rebelde od grupe RBD.

- "Me voy" je obrada na španjolskom jeziku pjesme "Gone" od Kelly Clarkson. RBD kasnije snima i verziju na engleskom jeziku za njihovo posebno izdanje albuma "Rebels" za Japan, nazvano 'We Are RBD'.

- "Feliz cumpleaños" je obrada na španjolskom jeziku pjesme "Happy Worst Day" od švedske pjevačice Mikeyle. RBD kasnije snima pjesmu na engleskom jeziku za album "Rebels".

- Spotovi za singlove "Tras de mí" i "Este corazón" nikada nisu prezentirani, samo isječci koji su korišteni u telenoveli Rebelde.

- "Así Soy Yo", "Nuestro Amor", "Solo Para Ti" i "Me Voy" su ponovno objavljene za grupu RBL.

## Prodaja
| Zemlje (2005./2006.)            | Pozicija |
| ------------------------------- | -------- |
| Meksiko                         | 1        |
| U.S. Billboard 200              | 88       |
| U.S. Billboard Top Latin Albums | 1        |
| U.S. Billboard Latin Pop Albums | 1        |
| Španjolska                      | 2        |
| Brazil                          | 1        |
| Dominikanska Republika          | 4        |
| Čile                            | 1        |
| Kolumbija                       | 1        |
| Venezuela                       | 1        |
| Europa                          | 50       |